# Altbach (Glatt)
Der Altbach ist ein rechtsseitiger Zufluss der Glatt im Schweizer Kanton Zürich, der einen Teil des Zürcher Unterlands entwässert.

## Verlauf

### Quellläufe
Der Altbach speist sich aus verschiedenen Quellen in der Umgebung von Nürensdorf und Lindau. Je nach Karte wird der eine oder andere der Quellarme als Altbach bezeichnet, daneben gibt es für einige dieser Bachläufe oder Abschnitte weitere Namen.

#### Birchwilerbach
Die höchstgelegene Quelle des rechten Hauptarms tritt beim Grunenenwald an der Grenze zwischen den Gemeinden Nürensdorf und Brütten auf 587 m ü. M. an die Oberfläche. Der Bach fliesst dann in südöstlicher Richtung durch sein bewaldetes Tobel zunächst am Umspannwerk Breite vorbei und nimmt in seinem weiteren Verlauf entlang der Nordwestflanke des Münchmühlebergs den Haslibach, den Möslibach, den Erspelbach und den Oberwilerbach auf; unterhalb der ehemaligen Mühle zu Birchwil mündet von links der vom Hintermülberg kommende Schürbach ein. Er führt weiter entlang dem Obethölzli in die Bärwiesen, wo er sich bei der ehemaligen Schleifmühle mit dem ursprünglich aus der nahen Unterwies, seit deren Trockenlegung über einen Kanal direkt vom oberhalb Birchwils entspringenden Tobelbach gespeisten Wasserlauf vereinigt und unmittelbar danach die Grenze zu Bassersdorf überschreitet. Nach der Aufnahme des Bächleins aus der zur linken liegenden Feuchtwiese wendet sich der Altbach nun gegen Südwesten und führt eng an den Steilhang des Hombergs angeschmiegt ins Wisental, wo er sich unterhalb der Oberen Mühle mit dem Nürensdorf herführenden Arm vereinigt.

#### Dorfbach
Der dem Riet südlich der Breite entspringende Hitzenbach vereinigt sich bei Hakab, etwa 500 Meter südlich seiner Quelle, mit dem vom einen halben Kilometer östlich gelegenen Hohenasp kommenden, heute von seinem Austritt aus dem Walde an eingedeckten Honaspgraben, wendet sich dann gegen Westen und fliesst durch ein bewaldetes Tobel am Neubruch vorbei und weiter ins Zentrum von Nürensdorf hinein; ein durch einen kurzen, rechts abzweigenden Kanal gespeister Reservoir-Weiher nordwestlich des Dorfes wurde vor 1931 beseitigt, das Gelände um 2006 überbaut. Bei der Sägerei mündet von Osten der aus den Bachwiesen bei Lindau entfliessende Riedbach oder Lindauerbach; der im späten 19. Jahrhundert dort angelegte, langgezogene Weier besteht nicht mehr. Etwas weiter westlich übertritt der Bach die Grenze zu Bassersdorf und steigt zur Schafmetzg südlich des Hombergs ab, wendet sich dann gegen Nordwesten durch das Wisental zur Oberen Mühle und vereinigt sich anschliessend mit dem Birchwilerbach.

### Bassersdorf
Bei der Verzweigung der Alten Winterthurerstrasse in die Baltenswilerstrasse und Klotenerstrasse teilt sich auch der Altbach auf in den im Spätmittelalter angelegten, westwärts führenden Dorfbach und den Auenbach, der das Dorf in einem zunächst der alten Zürichstrasse folgenden, weit nach Süden ausholenden Bogen umfliesst, sich im ehemals sumpfigen Gebiet um den Grindel wieder mit dem Dorfbach vereinigt und kurz darauf auch den heute überdeckten Bachtobelbach aufnimmt.

### Kloten
In Kloten fliesst der ebenfalls eingedeckte Bedenseebach ein; vor der Flughafenautobahn teilt sich der Altbach wiederum auf in einen in den 1970er Jahren erstellten unterirdischen Kanal, der in Stierwisen unterhalb des Waffenplatzes wieder an die Oberfläche tritt und sich 200 Meter weiter mit dem Ruebisbach zum Brunnbach vereinigt, und den heute ebenfalls weitgehend überdeckten, etwa dem alten Bachbett in die Glattwiesen folgenden Mündungsabschnitt.